# Mniodendron brevifolium
Mniodendron brevifolium là một loài Rêu trong họ Hypnodendraceae. Loài này được (Mitt.) Broth. mô tả khoa học đầu tiên năm 1909.